# Lac Pichola
Le lac Pichola (en hindi : पिछोला झील (Picholā jhīl)) est un lac d'eau douce artificiel, situé au sud de la ville indienne d'Udaipur dans l'État du Rajasthan. Il a été créé en 1362 à proximité du village Picholi qui lui a donné son nom. C'est un des lacs construit autour d'Udaipur par la construction de barrages pour irriguer les cultures environnantes et disposer d'eau potable. Deux îles, Jag Niwas et Jag Mandir situés sur le lac portent plusieurs palais  transformés maintenant en hôtels de luxe.
Le lac comporte quatre îles :
- Jag Niwas, où est construit le palais du Lake Palace transformé aujourd'hui en hôtel de luxe.
- Jag Mandir, avec le palais du même nom.
- Mohan Mandir (dans l'angle nord-est du lac avec un palais construit par Jagat Singh entre 1628 et 1652).
- Arsi Vilas, petite île qui était un dépôt de munitions, mais avec aussi un petit palais où les Maharanas d'Udaipur assistaient aux couchers du soleil. C'est aujourd'hui un abri pour un grand nombre d'oiseaux tels que des canards, foulques, aigrettes, sternes, les cormorans et martins-pêcheurs [3].

Le lac est relié aux autres lacs voisins de Saroop Sagar Lake et Fateh Sagar Lake (en) ,.

## Histoire
Le lac Pichola a été construit en 1362 par la tribu Banjara, en édifiant un barrage sur une rivière au sud d'Udaipur pour faire traverser ses animaux porteurs de grains.
En 1559, le Maharana Udai Singh, appréciant le charme du lac avec en toile de fond des collines verdoyantes, fonda la ville d'Udaipur sur les rives du lac. Il agrandit le lac en réhaussant le barrage à 15,24 m et en le renforçant avec une maçonnerie en pierre.
Au cours des siècles, sur les îles du lac et sur ses berges ont été construits un grand nombre de palais, temples en marbre, demeures familiales, ghats de baignade ou chabutaras (plateformes surélevées dans une cour). Le City Palace d'Udaipur (Bansi Ghat) était le principal palais des souverains d'Udaipur. Il sert d'embarcadère pour les bateaux qui partent vers les îles du lac ,.
À plusieurs endroits où le lac se rétrécit, des ponts en arc ornementaux ont été construits . 
En 1983, le film James Bond Octopussy a été tourné sur le lac et dans les palais des environs, notamment Lake Palace, Jag Mandir et Monsoon Palace 

### La malédiction de la Natini
Le Natini Chabutra, est une plate-forme surélevée (chabutra), construite pour commémorer une funambule (natani) de légende. 
Le Maharana Jawan Singh (1828-1838), en état d'ébriété, avait promis à une « natani » la moitié de son royaume du Mewar si elle traversait le lac sur une corde tendue au-dessus du lac entre un village sur la rive ouest et le City Palace, sur la rive est. Mais voyant qu'elle allait y parvenir, il fit couper la corde et la jeune fille se noya. Avant de mourir, la légende dit qu'elle maudit la famille du Maharana pour qu'il n'ait pas de descendance. Et effectivement six des sept Ranas succédant à Jawan Singh furent des enfants adoptés.

## Hydrologie et détails techniques
La rivière Sisarma, affluent de la rivière Kotra, draine un bassin de 55 km 2 dans les monts Aravalli et alimente le lac. La moyenne annuelle des précipitations dans le bassin du lac est de 635 mm.
Dans les périodes de sécheresse en raison de la baisse des précipitations et avec la dégradation du bassin versant du lac, il arrive que le lac s'assèche. Cela a été le cas en 1998 et en juillet 2005. 

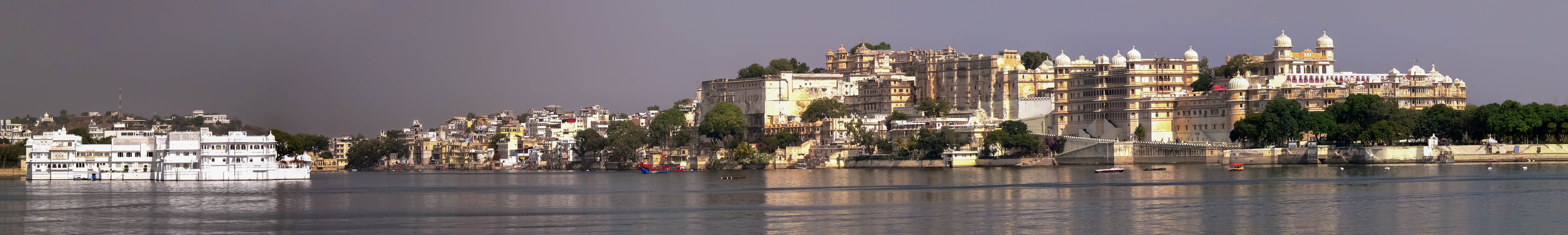
Panorama d'Udaipur depuis l'île de Jag Mandir

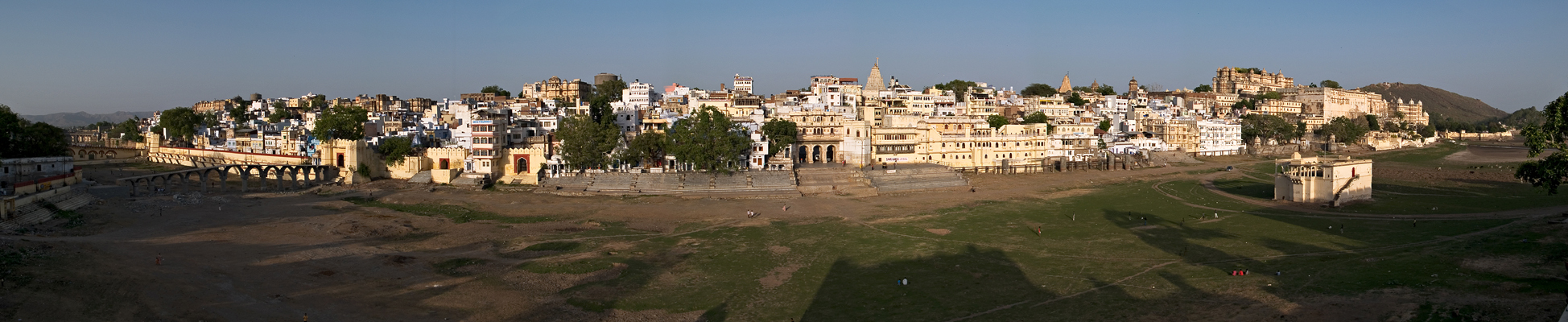
Panorama d'Udaipur avec le lac asséché

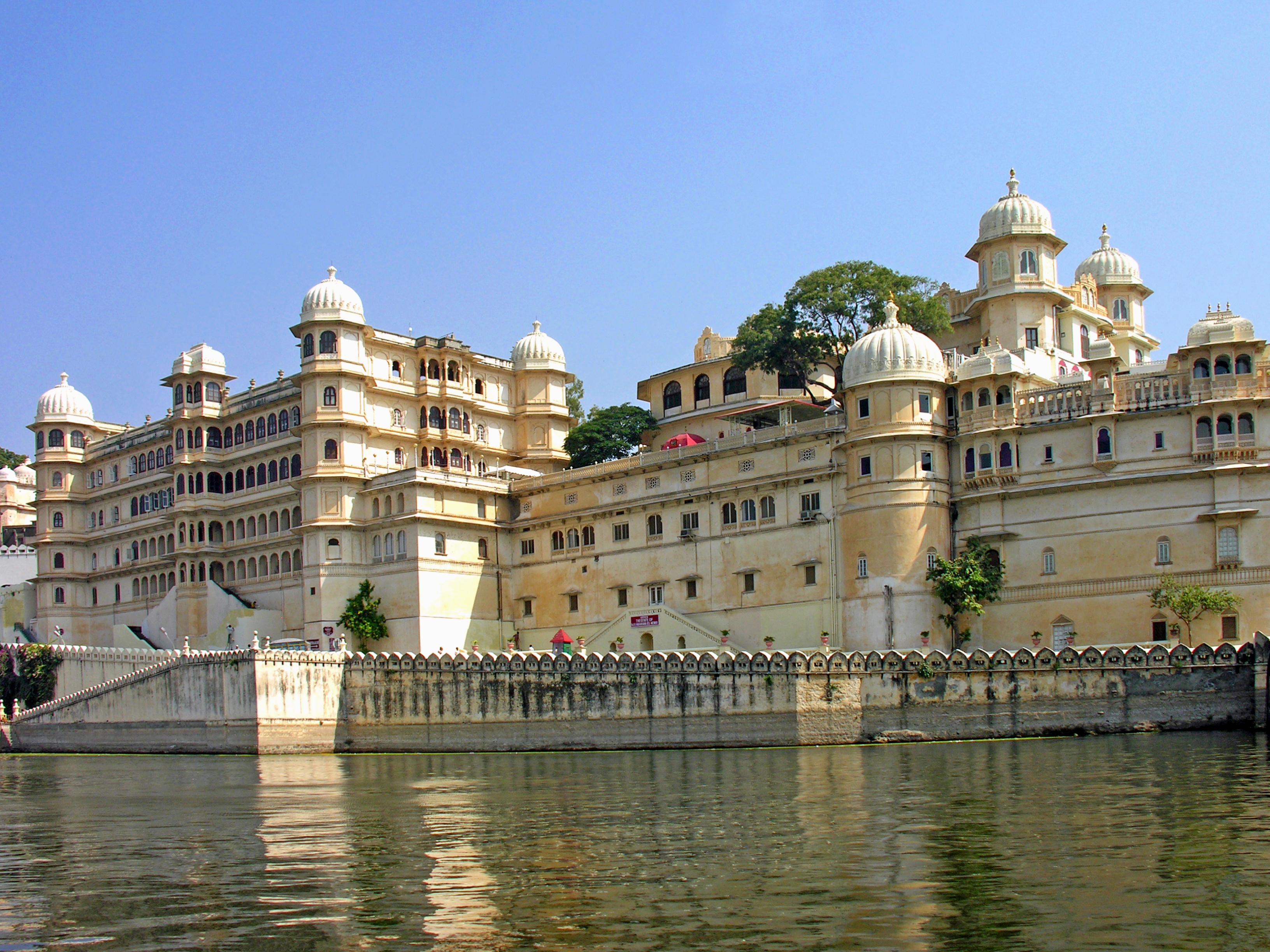
City Palace sur le lac Pichola.
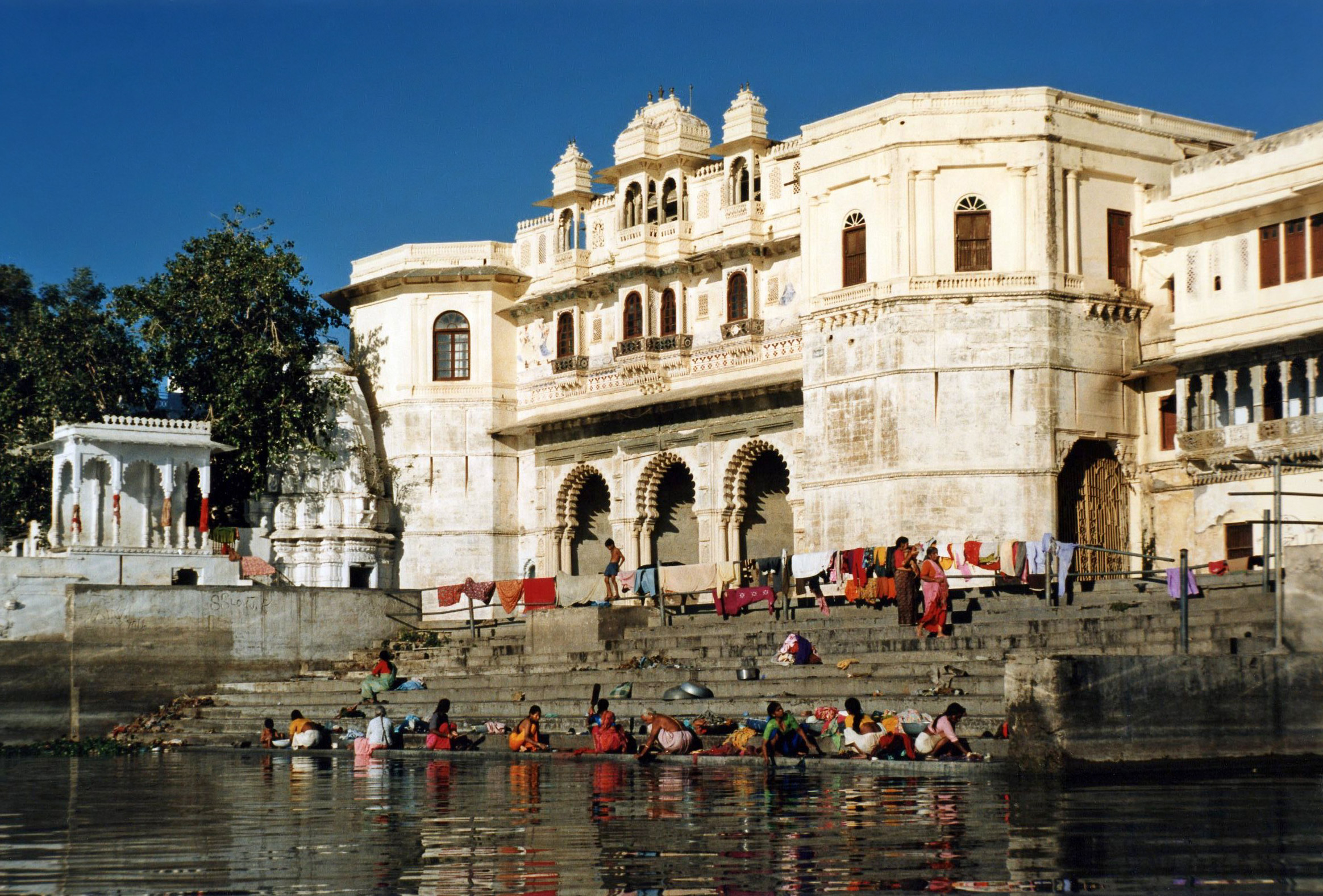
Ghats sur le lac.
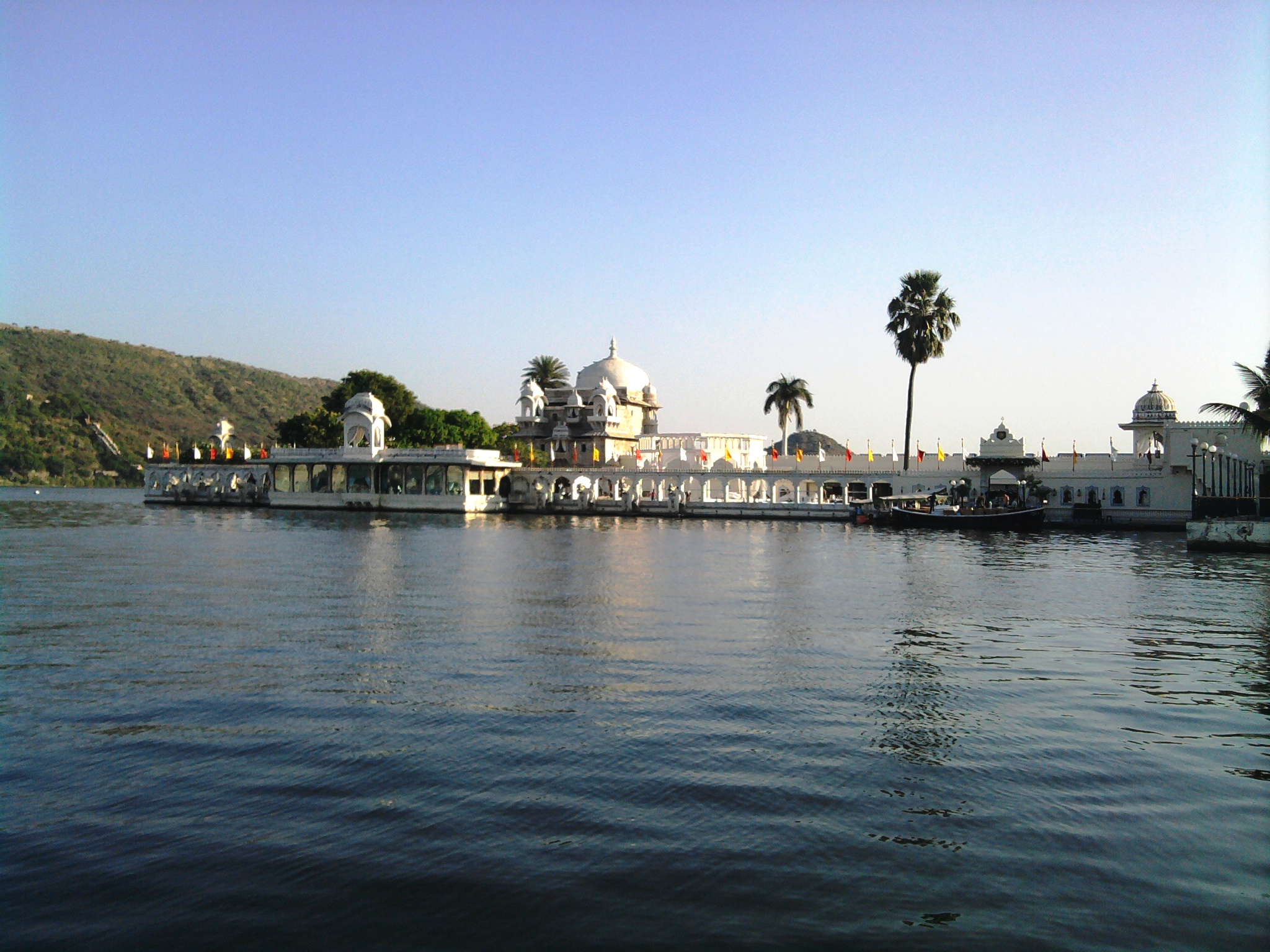
Jag Mandir.